# Raphiocarpus begoniifolius
Raphiocarpus begoniifolius är en tvåhjärtbladig växtart som först beskrevs av Augustin Abel Hector Léveillé, och fick sitt nu gällande namn av Brian Laurence Burtt. Raphiocarpus begoniifolius ingår i släktet Raphiocarpus och familjen Gesneriaceae. Inga underarter finns listade i Catalogue of Life.